# Davah Dāshī
Davah Dāshī (persiska: دوه داشی) är en ort i Iran.   Den ligger i provinsen Östazarbaijan, i den nordvästra delen av landet, 400 km nordväst om huvudstaden Teheran. Davah Dāshī ligger 1 911 meter över havet och antalet invånare är 210.
Terrängen runt Davah Dāshī är lite bergig. Runt Davah Dāshī är det ganska glesbefolkat, med 38 invånare per kvadratkilometer. Närmaste större samhälle är Tark, 18,9 km väster om Davah Dāshī. Trakten runt Davah Dāshī består i huvudsak av gräsmarker.